# カール・ゲルトナー

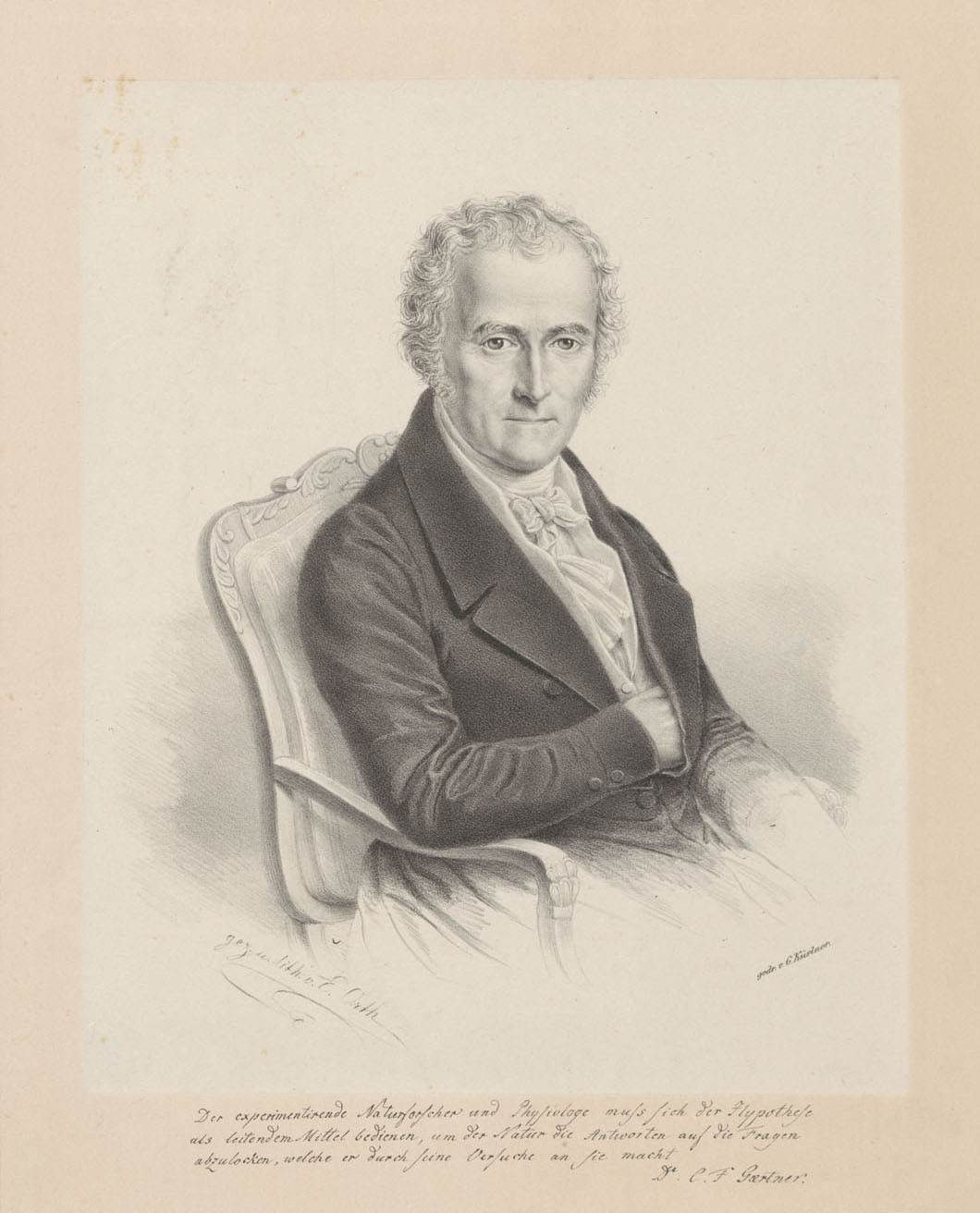
カール・ゲルトナー

カール・ゲルトナー（Karl Friedrich von Gärtner, 1772年5月1日 - 1850年9月1日）は、ドイツの植物学者、医師である。19世紀半ばに植物の交雑実験を行った遺伝学のパイオニアの一人である。

## 生涯
ゲッピンゲンに生まれた。父親のヨーゼフ・ゲルトナーもサンクトペテルブルクの植物園の園長を務めた植物学者である。ゲッティンゲン大学、テュービンゲン大学で医学を学び、1796年にカルフで開業医となった。1800年から植物学者となり、特に植物の生殖の実験を行った。ヨーロッパを旅した後、1824年頃から植物の交雑実験を始めた。イギリスのトーマス・アンドルー・ナイトやジョン・ゴス (John Goss)、フランスのオーギュスタン・サジュレ (Augustin Sageret) らとともに、交雑一代目は親のどちらかの性質を受け継ぎ、交雑二代目に、交雑に用いた元の植物のそれぞれの性質が現れることを見出した1人である。1826年にドイツ自然科学アカデミー・レオポルディーナの会員に選ばれ、1846年にヴュルテンベルクの王冠章 (Orden der Württembergischen Krone) の勲章を得た。
父親の著書『植物の果実と種子』(De fructibus et seminibus plantarum) の改訂を行い、自らも多くの著書を残した。カルフにて没。

## 著書
- Supplementum carpologicae, seu continuati operis Josephi Gaertner de fructibus et seminibus plantarum voluminis tertii…. Leipzig 1805–1807.
- Beiträge zur Kenntnis der Befruchtung Teil 1. Stuttgart 1844.
- Versuche und Beobachtungen über die Bastarderzeugung im Pflanzenreiche. Stuttgart 1849

## 参考資料
- Paul Ascherson (1878). "Gärtner, Karl Friedrich von". Allgemeine Deutsche Biographie (ドイツ語). Vol. 8. Leipzig: Duncker & Humblot. pp. 382–384.